# Саїн-Альто
Саїн-Альто (ісп. Saín Alto) — місто та муніципалітет у мексиканському штаті Сакатекас. Названо на честь голови міста Алонсо Саїна.
Саїн-Альто — динамічне та перспективне місто. Воно славиться виробництвом кукурудзи й бобів, ярмарком де Сан-Себастьян Мартир, а також своїми курортами з гарячими джерелами.

## Історія
Місто було засноване у 1824 році. Перша конституція штату Сакатекас 1825 року назвала Саїн-Альто муніципалітетом у межах парту Сомбререте, пізніше округу Сомбререте. 19 серпня 1916 року Саїн-Альто став вільним муніципалітетом. У 1934 році в муніципалітеті почали видобувати ртуть. Це становило 12% від загального виробництва ртуті в Мексиці в 1939 і 1940 роках.

## Адміністрація
До складу муніципального уряду Саїн-Альто входять: президент, радник (ісп. síndico) та тринадцять членів ради (regidores), вісім з яких обирає порівняна більшість і п'ять обирають за пропорційним представництвом. Чинний президент муніципалітету — Хосе Луїс Салас Кордеро.

## Розташування
Місто Саїн-Альто розташоване на північному заході штату Сакатекас, 23° 34' північної широти й 103° 14' західної довготи.
Воно межує на півночі з муніципалітетом Ріо-Гранде, на півдні та сході з Френсільо, на заході з Капота, приблизна відстань до столиці штату становить 120 км.

## Площа
Площа міста — 1 446 км², що становить 1,92% від загальної площі держави.

## Населення
За останнім переписом 2010 р. населення міста становить 20 775 жителів.

## Економіка та інфраструктура
Основними культурами, які вирощують у Сан-Альто, є кукурудза та квасоля. Тваринництво — це ще одна важлива діяльність сільського господарства. З огляду на торгівлю велика рогата худоба, кози та коні є найважливішими тваринами.

Через муніципалітет проходить федеральна магістраль № 45, яка з'єднує її з Сомбререте і Дуранго-Сіті на заході, а також з містами Фреснільо та Сакатекас на південному сході. Федеральне шосе 49 визначає східний кордон муніципалітету.